# Bandgurami
Bandgurami (Trichogaster fasciata) är en fiskart som beskrevs av Bloch och Schneider, 1801. Bandgurami ingår i släktet Trichogaster och familjen Osphronemidae. IUCN kategoriserar arten globalt som livskraftig. Inga underarter finns listade.